# Šujští
Šujští (rusky Шуйские) byl ruský knížecí a bojarský rod panovnické dynastie Rurikovců. Svůj původ mají u Dmitrije Konstantinoviče velkoknížete Vladimirsko-Suzdalského a knížete Andreje Jaroslaviče, bratra Alexandra Něvského.

## Původ a historie rodu
Své jméno odvozovali od městečka Šuja, které získali roku 1403. Rod také krátce držel ruský trůn, a to v osobě cara Vasilije IV. (1606-1610).

### Počátky moci v Moskevském knížectví
Zakladatelem moci a bohatství rodu v Moskevském knížectví byl kníže Vasilij Vasiljevič "Bledý", jehož car Ivan III. v letech 1478–1480 vyslal jako místodržitele do Pskova a Nižního Novgorodu. Následujícího roku rozdrtil livonské vojsko a byl vyslán jako místodržitel do Novgorodu. V roce 1487 je uváděn jako vůdce ruského tažení proti Kazani. Šujský byl představitelem starší rodové linie mezi potomky Vsevoloda III. zv. Velké hnízdo, a tudíž byl chápán jako panující kníže Moskvy.

### Místodržitelství
Prasynovec Vasilije Bledého, kníže Vasilij Vasiljevič "Němý", byl tichým vojenským spojencem velkoknížete Vasilije III. Doprovázel jej na všech vojenských taženích a stal se šedou eminencí moskevské politiky. V roce 1517 porazil společné síly Polska a Litvy pod velením Konstantina Ostrožského v jedné z bitev moskevsko-litevských válek. O šest let později vedl Vasilij Němý ruskou výpravu podél Volhy proti Kazaňskému chanátu. Po smrti Jeleny Glinské, vdovy po Vasiliji III., napadl autoritu knížete Ivana Belského, nařídil jeho uvěznění, oženil se s Anastázií Kazaňskou (vnučkou Ivana III.) a v roce 1538 se prohlásil poručníkem nezletilého dědice Vasilije III., mladého Ivana IV.
Vasilij Němý zemřel později téhož roku a místodržitelská moc přešla na jeho mladšího bratra, knížete Ivana Vasiljeviče Šujského, který svou vládu zahájil vypuzením metropolity Daniela a inicioval zvolení nové hlavy ruské pravoslavné církve Joasafa Skripicina. Nechal také propustit z vězení svého bratrance, knížete Andreje Michajloviče, za panování Vasilije III. správce Jugorska a Nižního Novgorodu, předtím, než byl zvězněn na základě obvinění z velezrady.
Před dosažením dospělosti Ivana IV. byli Ivan a Andrej de facto ruskými vládci. Jejich arogantní a nevhodné chování však u mladého panovníka vyvolávalo hněv a frustraci, které zasely semínka jeho budoucí rozsáhlou kampaň proti ruské šlechtě. V jednom z dopisů knížeti Kurbskému si mladý Ivan hořce stěžuje, jak si kníže Andrej Šujský položil zablácené boty na jeho postel. Tato záležitost skončila v roce 1543 tak, že byl Andrej vhozen do kobky s hladovými psy, jimiž byl roztrhán.
V roce 1540 se metropolitu Joasafovi podařilo přivést Ivana Bělského zpět z exilu a společně s ním očistit dvůr od Šujských. O dva roky později, Ivan Šujský zosnoval vojenský převrat a znovu se dostal k moci. Jmenoval nového metropolitu a správce Makarije, ten však Ivana postupně vypudil z Kremlu a přinutil jej vzdát se moci. Ivan Vasilevič Šujský zemřel v polozapomnění roce 1546.

### Vojevůdci

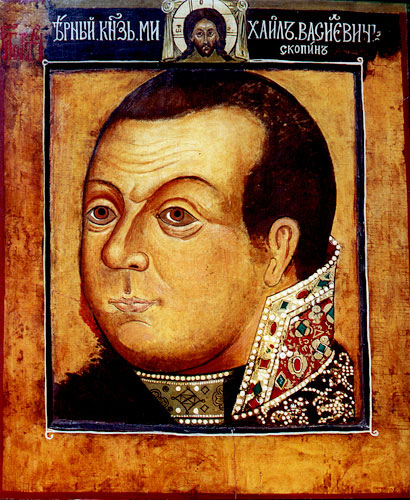
Portrét Michaila Skopina-Šujského 17. století

Starší bratr Andreje Michajloviče, kníže Ivan Michajlovič Šujský-Pleteň, byl od roku 1531 až do své smrti v roce 1559 jedním z hlavních moskevských generálů. Za vlády Jeleny Glinské sloužil jako místodržitel Moskvy a Cholmogor. V roce 1540 byl jmenován velitelem ruské armády v Livonsku. V roce 1542 porazil Krymské Tatary a o dva roky později byl bojoval proti Kazaňským. Na konci 40. let 16. století byl správcem carských sídel. V roce 1553 podepsal Ivan Pleteň příměří s Litevským velkoknížectvím.
Ve druhé půli vlády Ivana IV. se Šujští distancovali od krvavé politiky opričníků. Zřejmě nejzkušenějším z Ivanových generálů byl kníže Alexandr Borisovič Šujský zvaný Hrbatý, jenž carovi v doporučil provést vojenské reformy a sám také stanul v čele ruské armády během obléhání a dobytí Kazaně v roce 1552. Později v únoru 1565 byl na základě vykonstruovaného obvinění popraven.
Kníže Ivan Petrovič Šujský, taktéž z mladší větve rodu, velel obraně Pskova při dlouhém obléhání polsko-litevským vojskem krále Štěpána Báthoryho. Car Fjodor I. Ivana Petroviče jmenoval svým vojenský poradcem a nechal na něj převést ohromné příjmy pskovských obchodníků. Brzy však byl hrdina od Pskova shledán vinným ze spiknutí proti Borisi Godunovovi a byl vyhoštěn do Belozerska, kde 16. listopadu 1588 zemřel.

## Poslední Šujští
Posledními z ruské větve rodu Šujských byli čtyři bratři, vnuci Andreje Michajloviče. Všichni čtyři byli bojary:
- Vasilij Ivanovič Šujský, jenž byl v letech 1606-1610 ruským carem jako Vasilij IV.
- Dmitrij Ivanovič Šujský, travič svého bratrance, knížete Michaila Vasiljeviče Skopina-Šujského
- Alexandr Ivanovič Šujský
- Ivan Ivanovič Šujský zv. "Pugovka" ("Knoflíček")
Nejvýznamnějším členem rodu byl Vasilij Ivanovič Šujský. V době pronásledování rodu Šujských Borisem Godunovem byl od roku 1587 ve vyhnanství v Galiči v Kostromské oblasti. V roce 1591 Godunov, neshledávaje Šujské nebezpečnými, dovoluje jim návrat do Moskvy; od té doby byli Šujští k němu zcela loajální.
V roce 1591 vedl Vasilij Šujský vyšetřování případu smrti careviče Dimitrije. Pod přísným dohledem Borise Godunova uvedl jako příčinu smrti sebevraždu. V tomto roce je znovu uveden do bojarské rady, poté byl vojvodou novgorodským atp.
Roku 1605 byl jmenován vojvodou v tažení proti Lžidimitrijovi a v bitvě u Dobrinič nad ním zvítězil, později však svou nečinností umožnil Lžidimitrijovi nabrat síly. Po Godunovově pádu se pokoušel o převrat, byl však uvězněn a spolu s bratry poslán do polského vyhnanství. Lžidimitrij však potřeboval podporu mezi bojary a koncem roku 1605 se Šujští opět vrátili do Moskvy.
Posledním z rodu byl Ivan Ivanovič Pugovka, kterého jeho švagr, car Vasilij IV. jmenoval vrchním soudcem v Moskvě. Pugovka přežil své bratry, po pádu Vasilije IV. v roce 1610 však padl do polského zajetí. Podařilo se muvratit se zpět do Moskvy a oženit se se sestrou carevny Marie Dolgoruké. Jeho smrtí v roce 1638 vyhasl.
Potomci Ivana Dmitrieviče Szujského "Gubky" (Houbička) získali panství Jasnahorodka poblíž Makariva a jiná rodová linie údajně dosud žije v Polsku, neužívá však již svých někdejších titulů.

## Osobnosti rodu

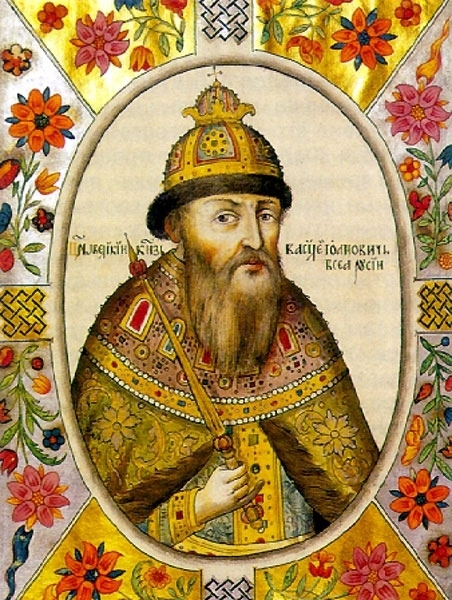
Car Vasilij IV. Ivanovič Šujský

- Dmitrij Konstantinovič Suzdalský (1322/24-1383), ruský velkokníže
- Simeon Dmitrijevič (?-1402), zakladatel rodových linií Okatých (Glazatyje) a Hrbatých (Gorbatyje)
- Alexandr Borisovič Hrbatý-Šujský († 1565), vojevůdce
- Ivan Andrejevič Šujský (asi 1530-1573), vojevůdce
- Ivan Petrovič Šujský († 1589), vojevůdce
- Andrej Ivanovič Šujský († 1589), vojevůdce
- Vasilij IV. Ivanovič Šujský (1552-1612), ruský car v letech 1606-1610
- Dmitrij Ivanovič Šujský (cca 1560-1612), vojevůdce, předpokládaný následník trůnu po svém bratru Vasilijovi
- Józef Szujski (1835-1883), polsko-rakouský politik